# Верхненська сільська рада
Верхненська сільська рада — колишній орган місцевого самоврядування у Турківському районі Львівської області. Адміністративний центр — село Верхнє.

## Загальні відомості
Верхненська сільська рада утворена в 1939 році.

## Населені пункти
Сільській раді були підпорядковані населені пункти:
- с. Верхнє
- с. Нижнє
- с. Яворів

## Склад ради
Рада складалася з 16 депутатів та голови.

### Керівний склад попередніх скликань
| ПІБ                       | Основні відомості                                                 | Дата обрання | Дата звільнення |
| ------------------------- | ----------------------------------------------------------------- | ------------ | --------------- |
| Горбей Григорій Федорович | Сільський голова, 1954 року народження, освіта вища, безпартійний | 26.03.2006   | 31.10.2010      |
| Горбей Григорій Федорович | Сільський голова, 1954 року народження, освіта вища, безпартійний | 31.10.2010   |                 |

Примітка: таблиця складена за даними джерела